# Mijn concert
Mijn concert is een single van Sandra Reemer.
Mijn concert is een goed bewaard geheim binnen het oeuvre van Sandra Reemer. Dat is waarschijnlijk een gevolg van een opmerking in Hitweek van toen, dat ze zich vooral niet moest bemoeien met rhythm-and-blues-repertoire. Mijn concert is een cover van A lover's concerto geschreven door Sandy Linzer en Denny Randell. De eerstuitvoerenden van dat lied waren The Toys in 1965. Linzer en Randell baseerden de melodielijn op het Menuet in G majeur BWV anh 114, aanvankelijk toegeschreven aan Johann Sebastian Bach, maar later aan Christian Petzold. Men vond het werkje destijds in een verzamelmap Notenbüchlein für Anna Magdalena Bach van Bach aan zijn tweede vrouw Anna Magdalena Bach. Sandra Reemer was er in 1965 sneller bij dan bijvoorbeeld The Supremes, die het in 1966 uitgaven. Wie de Nederlandse tekst schreef, is vooralsnog onbekend. Ook de schrijver van de B-kant Toe is onbekend gebleven.
Er waren twee versies in de handel. Eén had een tekstbalk in het geel zonder de melding dat het een cover was; de ander had een tekstbalk in het rood met verwijzing naar A lover's concerto.
De Nederlandse Top 40 gestart in januari 1965 heeft geen vermelding van dit liedje.
Sandra Reemer

Al di là · Stille nacht, heilige nacht · 'k Zweef aan m'n ballonnetje · Gloria, gloria · Sluimer zacht · Singapura · Hoe leit dit kindeke · Mijn gitaar · Kopi susu · Als jij maar wacht · Een bos rozen · Heimwee · Mijn concert · Teddy song · Jij vergeet · Since you have gone · (I've got) A love like a rainbow · Simon Zealotes · Love me, honey · The party's over · Trust in me · This is your heartbeat · How little we know · Colorado · Nothing's gonna change · It hurts to be in love · America here I come · Indonesia · Get it on · Rien ne va plus · Fly like an angel · Gold · All out of love · Sleep with me tonight · Laughter in the rain · Goodnight, sweetheart, goodnight · Smoke gets in your eyes · La colegiala · For your love · He was the one · Love is cruel · Domenica · The last goodbye · Mensen zoals jij · Kom naar me toe · Alles wat ik wil · Een boom voor het leven · De mooiste droom is vogelvrij
Sandra en Andres

Storybook children · Somethin' in my heart · For the first time in my life · Reach for the moon · Let us pray together · Love is all around · Those words · Que je t'aime · Mary Madonna · Als het om de liefde gaat · Mama mia · Auntie · Aime-moi · Dzjing boem! · True love · You believed · Oh, nous sommes très amoureux
Dutch Divas

Work that body · From New York to L.A.